# Juan José Rodríguez
Juan José Rodríguez (23 giugno 1967) è un ex calciatore costaricano.

## Carriera

### Club
Soprannominato “Peché”, si disimpegnava nel ruolo di difensore centrale, militó nel San Carlos, club in cui trascorse gran parte della sua carriera professionale.

### Nazionale
Fu parte della Selezione Nazionale della Costa Rica, nella quale venne incluso a sorpresa sull'elenco dei convocati per la Coppa del Mondo 2002 di Giappone e Corea.